# NGC 1759
NGC 1759 ist eine cD-Galaxie vom Hubble-Typ E0 im Sternbild Grabstichel am Südsternhimmel. Sie ist schätzungsweise 719 Millionen Lichtjahre von der Milchstraße entfernt und hat einen Durchmesser von etwa 260.000 Lichtjahren. Möglicherweise bildet sie gemeinsam mit PGC 16545 ein gravitativ gebundenes Galaxienpaar.
Das Objekt wurde am 28. November 1837 von John Herschel entdeckt.